# Femenino masculino
Femenino masculino fue una miniserie argentina emitida en 2003 por el Canal 9 de ese país. Salía al aire a las 23.00 (UTC-3). Fue producida por los actores Martín Seefeld y Federico D'Elía y la idea original fue del director Eduardo Rípari.

## Argumento
Roberto (Gabriel Goity) es un hombre que se siente acorralado. Su mujer, Sofía (María Socas) lo dejó por otra mujer y se llevó a René (Federico Cánepa), el hijo de ambos. El cambio del matrimonio a la soltería lo descolocó y le provocó una desenfrenada obsesión: vigilar de cerca a su hijo adolescente y de paso hacerle la vida imposible a esas dos mujeres que hirieron profundamente su honor masculino. Roberto consigue instalarse en el departamento que queda enfrente al de su ex y Rita (Viviana Saccone), la pareja de Sofía.
El entorno de Roberto queda reducido a dos particulares amigos del secundario, Aarón (Damián Dreizik) y Masittelli (Atilio Veronelli), y a las "changas" que pudiera conseguir. Sin embargo, cuando se creía haber formado un trío inseparable, irrumpe en sus vidas Alejandro (Fernán Mirás), quien era gay, licenciado en filosofía y dueño del departamento que alquila Roberto. Las cosas se complican cuando Roberto decide no irse de allí y Alejandro, recién llegado de Europa y sin lugar adonde dormir, se instala igual. A partir de ese momento se inicia una forzosa convivencia. Ellos son completamente distintos. Alejandro es la peor pesadilla de Roberto y viceversa. 
El duelo entre estos dos hombres hace que todos los personajes queden involucrados en el cambio que provoca en Roberto la llegada de Alejandro. Un exmarido herido, un debate sexual, una nueva mujer para Roberto, un hijo que va y viene entre sus padres y una pareja lesbiana hacen una historia de un grupo de diferencias.

## Elenco
- Gabriel Goity - Roberto
- Fernán Mirás - Alejandro
- Viviana Saccone - Rita
- María Socas - Sofía
- María Carámbula - Alejandra
- Federico Cánepa - René
- Damián Dreizik - Aarón
- Atilio Veronelli - Masitelli